# Drowning Pool
Drowning Pool este o formație rock americană, alcătuită din patru membri, formată în 1996 în Dallas, Texas, Statele Unite ale Americii. Trupa a fost denumită după filmul cu același nume din 1975. În acest moment colaborează cu casa de discuri Eleven Seven Records. Au lansat până acum 6 albume, cel mai nou fiind Full Circle, lansat pe 7 august 2007.

## Istoric

### Începutul (2000-2002)
Drowning Pool și-a atras faima cântând cu Ozzy Osbourne, într-unul din turneele Ozzfest. Albumul de debut din 2001, Sinner, a fost certificat cu platină pentru 6 luni, și videoclipul de la piesa "Bodies" (cunoscută și ca Let The Bodies Hit The Floor), a avut un mare succes, fiind transmis la multe dintre canalele de specialitate.
Pe 14 august 2002, vocalistul principal al trupei, Dave Williams a fost găsit mort în autobuzul pentru turneu. Medicul din districtul de nord al Virginei a constatat că acesta suferea de o boală de inimă.

### Jason Jones (2003-2005)
După moartea lui Dave Williams, trupa a dorit să caute un nou vocalist. Au fost vehiculate multe nume, ca Ben Schigel, de la Switched, Vince Mullins de la Haji's Kitchen și mulți alții. În 2003, trupa a decis ca Jason Jones să-l înlocuiască pe Dave Williams, și au lansat  albumul Desensitized în 2004.
Drowning Pool a anunțat public pe 14 iunie 2005 că Jason Jones nu mai face parte din trupă, din cauza unor diferențe ireconciliabile. Mai târziu, Jones intră în formația de metal alternativ AM Conspiracy. Cele mai mari rumori în privința noului vocalist au fost cele pentru Ryan McCombs, fostul cântăreț al formației Soil.

### Ryan McCombs (2006–2011)
În primăvara lui 2006, Drowning Pool anunță că a reziliat contractul cu Wind Up Records. În octombrie 2006, s-a anunțat că noul cântec No More, va fi lansat pe soundtrack-ul de la Saw III, prima melodie care îl are pe McCombs ca vocalist (în afară de a doua versiune a melodiei Rise Up).
Pe 26 februarie 2007, formația a anunțat că a semnat un contract cu Eleven Seven Records. De asemenea, s-a anunțat că Drowning Pool va avea și o nouă companie de management, numită Tenth Street Entertainment.
Ultimul album al trupei, Full Circle, a fost lansat pe 7 august 2007, a avut un succes moderat, iar unii fani au spus că preferă vocalizele lui McCombs, decât pe cele ale lui Jason Jones.
În ianuarie 2008, membrii trupei au anunțat că vor face un tur în America de Nord ca invitați speciali ai trupei Saliva. Pe 26 iulie 2008, în Dubuque, Iowa, Drowning Pool a cântat la Târgul Dubuque County împreună cu trupele Sick Puppies și Seether.
În septembrie 2008, McCombs a anunțat într-un comunicat că, după ce vor termina turul cu Saliva, trupa va lansa un nou album,și trupa va fi în studio pentru înregistrări după Sărbători, conform unui articol al ziarului El Paso Times.
Pe 3 martie 2009, trupa și-a lansat un album live, Loudest Common Denominator, care a avut 2 melodii bonus, versiunile instrumentale al melodiilor "Shame" și "37 Stitches".

### Jasen Moreno (2012–present)
În iulie 2012, Jasen Moreno de la The Suicide hook, a fost anunțat ca fiind noul vocalist al trupei.

## Turnee
- Ozzfest 2002 Tour
- Sinner Tour
- Desensitized Tour
- Full Circle Tour
- This Is For The Soldiers Tour 2007
- Full Circle Tour
- Know Your Enemy Tour 2008
- 2008 World Tour
- Spring/Summer Tour 2009
- Crue Fest 2: The White Trash Circus

## Membri
| Membri actuali - C.J. Pierce – chitară, back vocalist (1996–prezent) - Stevie Benton – chitară bas, back vocalist (1996–prezent) - Mike Luce – baterie, percuție, back vocal (1996–prezent) - Jasen Moreno – vocalist (2012–prezent) | Foști membri - Dave Williams – vocalist (1999–2002) (decedat) - Jason Jones – vocalist (2003–2005) - Ryan McCombs – vocalist (2005–2011) |

## Discografie
- Sinner (2001)
- Desensitized (2004)
- Full Circle (2007)
- Drowning Pool (2010)
- Resilience (2013)
- Hellelujah (2016)

## În media
- Cântecele DP au fost folosite de World Wrestling Entertainment."Bodies" a fost folosit pentru SummerSlam 2001,"Sinner" pentru Vengeance 2001,"Tear Away" pentru WrestleMania 20 (unde a fost interpretat live de către trupă),"Rise Up 2006" a fost utilizată ca melodie oficială a brand-ului SmackDown!.
- Wrestlerul din Ring of Honor,Kevin Steen folosește cântecul "Tear Away" ca melodia sa de intrare.
- "Bodies" a fost folosit pentru a promova filmul "Rambo",din 2008.